# Strijkkwartet nr. 16 (Beethoven)
Het strijkkwartet nr. 16 in F groot is een vierdelige compositie voor strijkkwartet van Ludwig van Beethoven. Het werd geschreven in de zomer van 1826.
Na de breed gedimensioneerde strijkkwartetten nrs. 13, 14 en 15 is dit kwartet een betrekkelijk kleinschalig en vooral veel milder werk. Het is het laatste werk (en hoogste opusnummer) van Beethoven, die hierna alleen nog de nieuwe finale van het strijkkwartet nr 13, opus 130 zou componeren.

## Ontstaan
Beethoven begon in juli 1826 met de eerste schetsen voor het kwartet. Dit werk werd overschaduwd door de zelfmoordpoging van zijn neef Karl op 6 augustus 1826. Op 28 september 1826 reisde Beethoven naar zijn broer Johann op zijn landgoed, Schloss Wasserhof in Gneixendorf, en voltooide daar het kwartet. Beethovens beslissing om de wensen van zijn neef te honoreren en hem in het leger te laten gaan, hielp Beethoven zich meer ontspannen te concentreren op het voltooien van het kwartet. Het werk aan het kwartet was op 13 oktober klaar. Op 30 oktober stuurde Beethoven een exemplaar van het kwartet, dat hij bij gebrek aan een kopiist zelf had gemaakt, naar zijn uitgever Maurice Schlesinger in Parijs. Hierin zaten al de eerste wijzigingen.
Beethoven bracht verdere wijzigingen aan in de autograaf. Door de ziekte van Beethoven, waaraan de componist uiteindelijk overleed, konden deze echter niet meer in de eerste gedrukte versie worden opgenomen.
Het kwartet is opgedragen aan de rijke Weense lakenhandelaar Johann Nepomuk Wolfmayer, al tientallen jaren een bewonderaar van Beethoven. Wolfmayer had Beethoven verschillende keren financieel gesteund en was volgens Anton Felix Schindler, de secretaris van Beethoven en een van zijn latere biografen, een van "de stilste maar meest ondersteunende beschermheren van onze meester".
Na het voltooien van dit kwartet besteedde Beethoven een maand aan het opnieuw componeren van de finale van zijn strijkkwartet nr. 13 in B majeur (opus 130). Ook had hij plannen voor een kwintet (in opdracht van uitgever Anton Diabelli) en een 10e symfonie; beide kwamen echter niet verder dan een fragmentfase.

## Delen
I. Allegretto
Het allegretto begint met een waarschuwend motiefje, waarna een beheerst en mild spel volgt, waaraan de extreme emoties uit de voorgaande werken ontbreken. “Durchbrochene Arbeit” valt op: het in fragmenten opgesplitst thema wordt door de na elkaar invallende en verdeeld over de drie hoogste strijkers gespeeld.
II. Vivace
Het scherzo valt op door een onverdroten doorgaand verschuiven van ritmen. Toch ook grimmiger ondertonen.
III. Lento assai; cantante e tranquillo
Een innige en melodieuze zang, die typerend is voor de late Beethoven met drie variaties in Des groot.
IV. Der schwer gefaßte Entschluß: Grave, ma non troppo tratto – Allegro
In de Grave inleiding klinkt de vraag: 'Muß es sein?' Het Allegro geeft het antwoord: 'Es muß sein!' In sonatevorm ontwikkelt zich een deel dat in elk geval geen noodlotsstemming heeft.

## De “Muß es sein?”- Anekdote
Beethoven betitelde het thema (G-E-As) als de vraag: Muß es sein?
Het tweeledige thema (A-C-G) en (G-B-F) is het antwoord: Es Muß sein!
Hier is veel diepzinnigs achter gezocht gezien ook de titel van het vierde deel: “Der schwer gefaßte Entschluß” (De moeilijke beslissing). Wat nauwelijks te rijmen valt met het opgewekte karakter van dit slotdeel. Mogelijk heeft Beethoven dit ironisch bedoeld gezien de volgende anekdote. Volgens Thayer (een biograaf van Beethoven) had een zekere heer Dembscher (die door het ongeduld van de componist ruzie met Beethoven had gekregen), aan Holz (een vriend van Beethoven) gevraagd hoe hij het weer goed kon maken, daar hij een manuscript van Beethoven wilde lenen. Holz die goed bekend was met het feit dat Dembscher slecht van zijn geld kon scheiden, antwoordde, dat hem dat 50 florijnen zou kosten. Dembscher schrok: “Muß es sein?” Holz: “Es Muß sein”.
Beethoven had hier veel plezier over. Hij heeft direct een canon op dat motief geschreven; en het motief komt in 1826 ook in de conversatieschriften voor, onder andere bij een meningsverschil met zijn huishoudster over het huishoudgeld.

## Betekenis
Het kwartet werd een jaar na de dood van Beethoven voor het eerst uitgevoerd in een concert dat ter nagedachtenis van zijn overlijden werd georganiseerd door de cellist Josef Linke.